# Ansur Fernández de Castille
Ansur Fernández fut comte de Castille entre 944 et 945. Il fut placé sur le trône par Ramire II de León après avoir emprisonné Ferdinand González.